# Christian Wachter
Christian Wachter (geboren 1949 in Oberwart) ist ein österreichischer Fotograf.

## Leben und Werk
Studium der Medizin in Graz. Gesellenprüfung im Fotografenhandwerk 1981, danach neben dem Besuch der Meisterklasse der Höheren Graphischen Lehr- und Versuchsanstalt, die er nach wenigen Monaten wieder verlässt, erste Arbeiten als freier Fotograf. Praktikum bei Elfriede Mejchar in den Fotowerkstätten des Bundesdenkmalamts und Kurse am ICP in New York, Salzburg College und Forum Stadtpark Graz. Von Beginn an ist sein Zugang zum Medium ein analytischer und konzeptioneller.  „Ausgehend von historischen Fakten wie auch von fiktiven, narrativen oder persönlichen Elementen und durch deren poetische Verknüpfungen, hinterfragt und reflektiert Christian Wachter, semantisch und visuell die Wahrnehmung und Interpretation von Geschichte und Identitäten.“ Susanne Neuburger (Kunsthistorikerin, Museum Moderner Kunst Stiftung Ludwig Wien) schreibt, dass Christian Wachter die Fotografie in seinen Werken so „um semantische, konzeptuelle, sogar performative Elemente vermehrt, dass es den Anschein hat, als würde er die Fotografie verlassen, jedoch sind es oft gerade deren eigene Parameter, die er neu aufgreift und paraphrasiert“.
Fotografietheoretikerin Christine Frisinghelli erläutert in der Laudatio zum Kunstpreis 2014 seine künstlerische Vorgehensweise: „Die analytische, theoretische und historische Befragung des Mediums Fotografie spielt in Christian Wachters Umgang mit dem Visuellen eine ebenso große Rolle wie seine Vorliebe für Projekte, die umfangreiche Recherche einschließen und oft über einen langen Zeitraum bearbeitet werden. [...] Wissenschaftliche und historische Recherche sind wesentlicher Bestandteil in Christian Wachters Arbeiten. Seine Serien, Tableaus und Montagen schaffen keinen illusionistischen Bildraum, sondern Bilder und Bilder, oder Bilder und Texte, die jeweils unterschiedlicher Herkunft und unterschiedlichen Genres sein können, werden in Beziehung gesetzt. Ein ganzheitlicher Anspruch des fotografischen Einzelbildes wird zugunsten eines komplexen Realitätsbegriffs aufgelöst, im Zusammenwirken von Einzelelementen oder in deren Opposition wird Interpretation möglich“.
Eine frühe Arbeit von Christian Wachter ist „ABPOPA/AURORA“ (1988/89), die Kurator Reinhard Braun (u. a. Camera Austria) als „Schlüsselarbeit“ einstuft, „um seine Verfahrensweise nachzuzeichnen [...] Aus Text-, Bild- und Objektversatzstücken rekonstruiert Christian Wachter keine konkrete Geschichte, es geht ihm nicht um die Nacherzählung von Ereignissen, […] sondern eher um ihre Rezeption und Verwertung, um das Zirkulieren und Verarbeiten von Symbolen und Bedeutungen. Indem er dokumentarische Aufnahmen, Gegenstände, inszenierte Modellaufnahmen, Gemälde und Schriftzüge zusammenfügt, stellt die Arbeit einen ästhetisch-assoziativen Raum zur Disposition, in dem sich Geschichte, Ästhetik, Politik und Kunst kreuzen“.
Im letzten Beitrag zur 4-bändigen „Theorie der Fotografie“: „Timm Starls Essay über den Künstler Christian Wachter und seine Arbeit ‚Aurora‘ liegt die Fotografie an der Schwelle zum Augenaufschlag. Vom Moment des Erwachens bestimmt, in dem die Fotografie auf ihre Wirklichkeit rückbezogen wird, leistet die Fotografie die Übersetzung zwischen Sichtbarem und Unsichtbarem, Erblicktem und Erträumtem: ‚Die Fotografie ist das Medium, das den Halbschlummer unseres Seins repräsentiert (oder das Halbwachen, wenn man will) – woanders verbirgt sich Geschichte!“.
Bisweilen geben Reisen Anstoß zu Werkserien: In die damalige Sowjetunion zu „ABPOPA/AURORA“ oder nach London ins „National Maritime Museum“ zu „Im Referenzmeer tauchen…(1994/96)“; andere Arbeiten von Christian Wachter haben Afrikabezüge: „Surplus | Krebsgang“ (1998/99) entstand in Yamoussoukro, „Diar El Mahçoul“ (2010/11) in einer Siedlung sozialer Wohnbauten in Algier, die Einladung zu einer Reise nach Ouagadougou war Ausgangspunkt zu „Impressions D'AFRIQUE“ (1998–2006). Ruth Sonderegger schreibt zu Buch und Ausstellung(Camera Austria, 2010, Graz): „So sind [sie, die ‚Impressions‘] zwar an eine persönliche Geschichte gebunden, versuchen also erst gar nicht, den eigenen Kontext hinter sich zu lassen; sie rekonstruieren auf dieser Grundlage jedoch Verhältnisse und Institutionen, die alle beteiligten Individuen und zufällig gesehenen Details überschreiten. Der subjektive Rest ist dabei keineswegs nur der letztlich vernachlässigenswerte Ausgangspunkt einer politischen Betrachtung. Denn er macht einerseits die Begrenztheit und Perspektivität der Impressions D’AFRIQUE deutlich. Andererseits deutet gerade dieser zufällige Rest an, wie allgegenwärtig (post-)koloniale Geschichten der Symmetrie und der asymmetrischen Ausbeutung sind, dass es also beinahe egal ist, wo man anfängt, sich mit ihnen auseinander zu setzen. Vorausgesetzt man erforscht sie so zufallsoffen und systematisch wie die Impressions D’AFRIQUE das tun, wenn sie im Persönlichen das Politische rekonstruieren und vice versa.“
Werke von Christian Wachter befinden sich in folgenden öffentlichen Sammlungen: Fotosammlung Albertina‚ Kunstsammlung der Kulturabteilung der Stadt Wien, Museum Folkwang, Fotosammlung des Bundes Österreich, Bildarchiv und Grafiksammlung der Österreichischen Nationalbibliothek, Museum Moderner Kunst Stiftung Ludwig Wien, ‚FOTOHOF Archiv, Kunstsammlung des Landes Niederösterreich, Österreichische Fotogalerie im Museum der Moderne Salzburg, Fotografis.

## Ausstellungen (Auswahl)

### Solo
- 2022 WERKSCHAU XXVII: Konzept versus Fotografie, Fotogalerie Wien / Fotohof, Salzburg
- 2017 Obergrenze (Fuga) als „Die Wandzeitung # 38“, Wien
- 2016 EUROPE. rêvée, revue, revisited, FOTOHOF>ARCHIV
- 2011 ABPOPA/AURORA, Wien Museum MUSA[4]
- 2011 Bad Ischl, 15. Juli 1912, Palais de la Culture, Tlemcen, Algerien
- 2010 Impressions D'AFRIQUE, Camera Austria, Graz
- 1999 surplus, Künstlerhaus, Kinogalerie, Wien
- 1997 Im Referenzmeer tauchen..., A.C.I., London
- 1995 Netz und Knoten, Camera Austria im Forum Stadtpark, Graz
- 1994 ABPOPA/AURORA, Ffotogallery, Cardiff
- 1993 Europe, Wiener Secession
- 1991 ABPOPA/AURORA, Museum Moderner Kunst Wien & Museum Folkwang, Essen | 1990 Forum Stadtpark, Graz

### Ausstellungsbeteiligungen
KUNSTWERK KÖLN, Köln (2019); Lentos Kunstmuseum Linz (2019, 2008); Museum der Moderne Salzburg (2018, 2014, 2009, 2005); MUSA, Wien; Haus der Kunst, Brno (2014); 21er Haus, Wien (2013); Parlement Européen & Académie Royale des Beaux Arts / Espace Magh, Brüssel (2012); Bastion 23, Algier (2011); Fotogalerie, Wien (2010); Puschkin Museum, Moskau (2006); Martin-Gropius-Bau, Berlin (2004); Camera Austria, Graz (2003); Künstlerhaus Wien (2002); Galerie Gradska, Zagreb (1997); Centre National de la Photographie, Paris (1996); Kunst.Halle.Krems, (1995); Fotohof, Salzburg (1993, 1991);  Slowakische Nationalgalerie, Bratislava (1992); Kunstverein in Hamburg, Deichtorhallen (1991); Künstlerwerkstätten Lothringerstraße, München (1990); Haus der Architektur, Graz (1990); Galerie Faber, Wien;  Kulturhaus, Graz; Stadtmuseum, Graz; Kunsthaus, Zug; Museum Moderner Kunst, Wien; (1989).

## Monografische Publikationen
- 2022 Konzept versus Fotografie. Wien: Fotogalerie Wien, ISBN 978-3-902725-50-9.
- 2016 Obergrenze (Fuga). Salzburg: FOTOHOF>EDITION, ISBN 978-3-902993-34-2.
- 2011	Diar El Mahçoul. Salzburg: FOTOHOF>EDITION, ISBN 978-3-902675-60-6.
- 2007 Impressions D'AFRIQUE. Salzburg: FOTOHOF>EDITION, ISBN 978-3-901756-68-9.
- 1990 ABPOPA/AURORA. Graz: Edition Camera Austria, ISBN 3-900-508-08-9.[16]

## Preise/Stipendien
- 2014 Österreichischer Kunstpreis für Künstlerische Fotografie
- 2006, 1999, 1994 und 1992 Atelierstipendien in Paris, London und Rom
- 1990 Förderungspreis der Stadt Graz
- 1987 Österreichisches Staatsstipendium für künstlerische Fotografie